# Кріс Дрейк (тенісист)
Кріс Дрейк (англ. Chris Drake; нар. 5 січня 1981) — колишній американський тенісист.
Найвищу одиночну позицію світового рейтингу — 953 місце досяг 25 липня 2005, парну — 92 місце — 2 жовтня 2006 року.

## Титули на челленджерах

### Парний розряд: (6)
| Ранг | Рік  | Турнір            | Покриття | Партнер      | Суперники                        | Рахунок       |
| ---- | ---- | ----------------- | -------- | ------------ | -------------------------------- | ------------- |
| 1.   | 2005 | Люксембург        | Тверде   | Ерік Буторак | Роберт Ліндстедт Рогір Вассен    | 4–6, 6–3, 6–4 |
| 2.   | 2006 | Сен-Бріє, Франція | Ґрунт    | Ерік Буторак | Міхаель Ламмер Стефан Робер      | 6–4, 6–4      |
| 3.   | 2006 | Богота, Колумбія  | Ґрунт    | Ерік Буторак | Рамон Дельгадо Андре Са          | б/г           |
| 4.   | 2006 | Форест-Гіллс, США | Ґрунт    | Сесіл Маміїт | Ерік Буторак Мірко Пегар         | 6–4, 6–1      |
| 5.   | 2006 | Лаббок, США       | Тверде   | Скотт Ліпскі | Горан Драгичевич Мірко Пегар     | 7–6(7–2), 6–3 |
| 6.   | 2007 | Віннетка, США     | Тверде   | Патрік Бріо  | Ніколас Монро Ізак ван дер Мерве | 7–6(7–5), 6–4 |